# 酉酬镇
酉酬镇，是中华人民共和国重庆市酉阳土家族苗族自治县下辖的一个乡镇级行政单位。

## 行政区划
酉酬镇下辖以下地区：芭蕉村、双禄村、水田村、溪口村、巴坷村、江西村、古田村、和平村和沙子坝村。